# Don't Speak
«Don't Speak» es una canción de la banda estadounidense de rock No Doubt. Fue lanzado en Estados Unidos por la empresa discográfica Mercury Records el 15 de abril de 1996 como el tercer sencillo del tercer álbum de estudio de la banda Tragic Kingdom (1995). La cantante Gwen Stefani escribió la canción sobre su compañero de banda y exnovio, Tony Kanal, poco después de que terminara su relación de siete años.
A pesar de la popularidad de la canción, «Don't Speak» no llegó a los conteos de la Billboard Hot 100 (debido a que las reglas de aquellos tiempos, requerían sencillos comerciales para ser contados y esta canción no había alcanzado tal categoría), pero este sencillo llegó a alcanzar el número 1 de los listados de la Billboard Hot 100 Airplay.
La canción también se posicionó en el número 1 en Inglaterra, Irlanda, Canadá, Letonia y Australia. El sencillo inició el resurgimiento del ska a mediados de los años de 1990, asimismo ha sido el más exitoso de No Doubt y el que los dio a conocer a nivel internacional.
«Don't Speak» se considera el mayor hit musical de No Doubt, como demuestra su nominación como Canción del Año y Mejor Actuación de Pop por un dúo o grupo vocal en los Premios Grammy de 1998.
«Don't Speak» ocupa el puesto #407 de "Las 1000 mejores canciones de siempre" de la revista Q Music.
Ocupó el puesto 6 de las mejores 20 canciones de los 90. En el conteo realizado por el canal VH1 Latinoamérica, "Vivan Los 90". Realizado en agosto de 2011.

## Video musical
Antes de que comience la música, al comienzo del video musical, hay una escena de Kanal recogiendo una naranja podrida de un árbol (estas escenas generalmente se cortan cuando VH1 exhibe este video). La mayor parte del video de "Don't Speak" tiene lugar en el escenario 2 de los estudios Mack Sennett en Silver Lake mientras la banda toca. Otras escenas cuentan la historia de cómo los medios se centraron principalmente en Stefani mientras la banda siempre estaba en segundo plano. La segunda mitad del video presenta fragmentos de metraje en vivo filmado durante la actuación de la banda con Dog Eat Dog y Goldfinger en el Roseland Ballroom en la ciudad de Nueva York el 21 de agosto de 1996. El video también incluye un metraje corto que muestra a Dumont tocando junto con el guitarrista de Foo Fighters Pat Smear. El video termina con Kanal reemplazando la naranja en el árbol, que en realidad es una grabación de Kanal al revés quitándose la naranja.
Las tensiones en la banda habían aumentado y, según los informes, estaban a punto de romperse el día antes de la fecha programada para filmar el video. Decidieron seguir adelante y filmarlo como una forma de "terapia".
El video fue dirigido por Sophie Muller y ganó el premio en la categoría al "Mejor Video Grupal" y fue nominado como "Mejor Video del año" en la entrega de los MTV Video Music Awards 1997. Tiene más de 748 millones de visitas en YouTube a junio de 2020, y 700 millones de las visitas provienen sólo de 2016, 2017, 2018 y 2019. El video, ahora remasterizado en 4K, fue subido el 7 de octubre de 2009.
Hay una versión de video alternativa del video que muestra sólo la parte de la actuación en vivo. Ambas versiones del video se incluyen en el lanzamiento en el DVD The Videos 1992-2003 (2004).

## Lista de canciones
Australia – CD maxisencillo
1. «Don't Speak» – 4:27
2. «Don't Speak» (versión alternativa) – 4:27
3. «Hey You» (versión acústico) – 3:28
4. «Greener Pastures» (del álbum The Beacon Street Collection) – 5:05

 Reino Unido/Europa – Sencillo en casete
1. «Don't Speak» – 4:23
2. «Greener Pastures» – 5:05

Europa – sencillo en CD
1. «Don't Speak» – 4:27
2. «Greener Pastures» – 5:05

## Posicionamiento en listas
| Lista (1996-1997)                     | Mejor posición |
| ------------------------------------- | -------------- |
| Alemania (Offizielle Deutsche Charts) | 2              |
| Australia (ARIA)                      | 1              |
| Austria (Ö3 Austria Top 40)           | 2              |
| Bélgica (Flandes) (Ultratop 50)       | 1              |
| Bélgica (Valonia) (Ultratop 50)       | 2              |
| Canadá (RPM Top Singles)              | 1              |
| Canadá (RPM Alternative 30)           | 6              |
| Estados Unidos (Mainstream Top 40)    | 1              |
| Estados Unidos (Adult Top 40)         | 1              |
| Estados Unidos (Alternative Airplay)  | 2              |
| Estados Unidos (Radio Songs)          | 1              |
| Estados Unidos (Rhythmic)             | 9              |
| Estados Unidos (Adult Contemporary)   | 6              |
| Europa (European Hot 100 Singles)     | 1              |
| Finlandia (OFC)                       | 4              |
| Francia (SNEP)                        | 4              |
| Irlanda (IRMA)                        | 1              |
| Noruega (VG-lista)                    | 1              |
| Nueva Zelanda (Recorded Music NZ)     | 1              |
| Países Bajos (Dutch Top 40)           | 1              |
| Reino Unido (UK Singles Chart)        | 1              |
| Suecia (Sverigetopplistan)            | 1              |
| Suiza (Schweizer Hitparade)           | 1              |

| Lista (1997)                                  | Posición |
| --------------------------------------------- | -------- |
| Alemania (Offizielle Deutsche Charts)         | 6        |
| Australia (ARIA)                              | 8        |
| Austria (Ö3 Austria Top 40)                   | 5        |
| Bélgica (Ultratop 50 Flandes)                 | 10       |
| Bélgica (Ultratop 50 Valonia)                 | 7        |
| Canadá Top Singles (RPM)                      | 11       |
| Canadá (Adult Contemporary RPM)               | 43       |
| Estados Unidos (Adult Contemporary Billboard) | 26       |
| Estados Unidos (Adult Top 40 Billboard)       | 5        |
| Estados Unidos (Mainstream Top 40 Billboard)  | 1        |
| Estados Unidos (Modern Rock Tracks Billboard) | 33       |
| Estados Unidos (Radio Songs Billboard)        | 1        |
| Estados Unidos (Rhythmic Billboard)           | 30       |
| Nueva Zelanda (Recorded Music NZ)             | 30       |
| Países Bajos (Dutch Top 40)                   | 6        |
| Países Bajos (Single Top 100)                 | 22       |
| Reino Unido (UK Singles Chart)                | 7        |

## Certificaciones
| País           | Organismo certificador | Certificación | Unidades certificadas / Ventas |
| -------------- | ---------------------- | ------------- | ------------------------------ |
| Alemania       | BVMI                   | Platino       | 500 000                        |
| Australia      | ARIA                   | 2× Platino    | 140 000                        |
| Austria        | IFPI (Austria)         | Oro           | 25 000                         |
| Bélgica        | BEA                    | Platino       | 50 000                         |
| Dinamarca      | IFPI (Dinamarca)       | Oro           | 45 000                         |
| España         | Promusicae             | Platino       | 60 000                         |
| Estados Unidos | RIAA                   | 3× Platino    | 3 000                          |
| Francia        | SNEP                   | Oro           | 250 000                        |
| Italia         | FIMI                   | Oro           | 25 000                         |
| Nueva Zelanda  | RIANZ                  | 2× Platino    | 60 000                         |
| Noruega        | IFPI (Noruega)         | 2× Platino    | 20 000                         |
| Países Bajos   | NVPI                   | Oro           | 50 000                         |
| Reino Unido    | BPI                    | 2× Platino    | 1 200 000                      |
| Suecia         | IFPI (Suecia)          | Oro           | 25 000                         |
| Suiza          | IFPI (Suiza)           | Platino       | 50 000                         |

## Sucesión en listas
| Anterior: «Head Over Feet» de Alanis Morissette | Top 40 Mainstream — Sencillo número uno 14 de diciembre de 1996 – 21 de febrero de 1997   | Siguiente: «Lovefool» de The Cardigans                      |
| Anterior: «Breathe» de The Prodigy              | Sverigetopplistan — Sencillo número uno 13 de diciembre de 1996 – 20 de diciembre de 1996 | Siguiente: «Un-Break My Heart» de Toni Braxton              |
| Anterior: «Hakkûhbar» de Gabbertje              | Dutch Top 40 — Sencillo número uno 28 de diciembre de 1996 – 14 de febrero de 1997        | Siguiente: «When I Die» de No Mercy                         |
| Anterior: «Freak» de Silverchair                | ARIA Charts — Sencillo número uno 9 de febrero de 1997 – 17 de febrero de 1997            | Siguiente: «Truly Madly Deeply» de Savage Garden            |
| Anterior: «Discothèque» de U2                   | UK Singles Chart — Sencillo número uno 16 de febrero de 1997 – 1 de marzo de 1997         | Siguiente: «Mama»/«Who Do You Think You Are» de Spice Girls |
| Anterior: «Discothèque» de U2                   | Irish Singles Chart — Sencillo número uno 22 de febrero de 1997 – 8 de marzo de 1997      | Siguiente: «Mama»/«Who Do You Think You Are» de Spice Girls |

## Otras versiones
En Argentina, la banda Agapornis hace su versión en su disco Sigue y sigue.
En la cuarta temporada de Glee, en el capítulo The Break Up,  Finn (Cory Monteith),  Kurt  (Chris Colfer),  Rachel  (Lea Michele) y  Blaine  (Darren Criss), hicieron su versión, luego de que los dos últimos confesaran haber cometido una infidelidad.
La banda de rock japonesa Coldrain lanzó una versión de "Don't Speak" en su séptimo álbum de estudio Nonnegative lanzada en julio de 2022.
Aloe Blacc estrenó su propia versión de la canción en 2024.